# Zmuln
Zmuln ist eine Ortschaft in der Gemeinde Liebenfels im Bezirk Sankt Veit an der Glan in Kärnten (Österreich). Die Ortschaft hat 21 Einwohner (Stand 1. Jänner 2024). Sie liegt auf dem Gebiet der Katastralgemeinde Hardegg.

## Lage

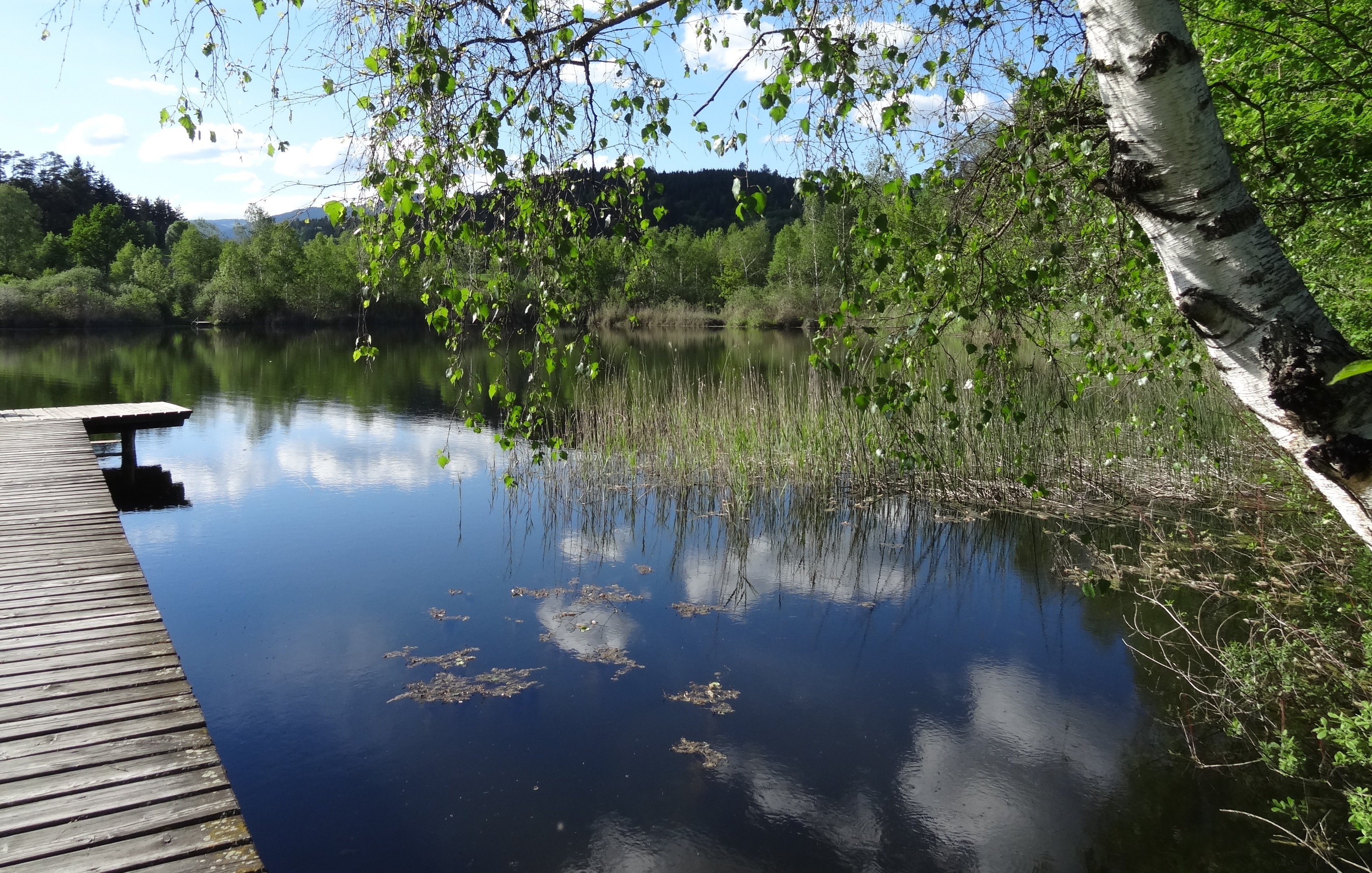
Zmulner See

Die Ortschaft liegt im äußersten Südwesten des Bezirks Sankt Veit an der Glan, nahe an der Grenze zu den Gemeinden Klagenfurt am Wörthersee im Süden und Glanegg im Westen. Sie umfasst den Bereich um den Hof Zmuln (Haus Nr. 2 und 3) westlich des Zmulner Sees, sowie verstreut nach Westen hin die Höfe Oberer Reidler (Haus Nr. 4), Wasserleiter (Haus Nr. 5 und 7), Schottstaller (Haus Nr. 6) und ganz im Westen Haus Nr. 8. Die Höfe Felfernigg (südlich von Nr. 6) und Doppelsteiner (westlich des Zmulnbergs) sind abgekommen.

## Geschichte
Der Ortsname Zmuln leitet sich vom slowenischen smolna ab, das pechige Gegend bedeutet und wohl von Föhrenbeständen herrührt.
In der ersten Hälfte des 19. Jahrhunderts gehörte der Ort als Teil der Steuergemeinde Hardegg zum Steuerbezirk Hardegg. Bei Gründung der Ortsgemeinden im Zuge der Reformen nach der Revolution 1848/49 kam Zmuln an die Gemeinde Hardegg. 1958 kam der Ort an die Gemeinde Liebenfels, die damals durch die Fusion der Gemeinden Liemberg, Hardegg und Pulst entstand.

## Bevölkerungsentwicklung
Für die Ortschaft zählte man folgende Einwohnerzahlen:
- 1869: 9 Häuser, 45 Einwohner[3]
- 1880: 9 Häuser, 58 Einwohner[4]
- 1890: 9 Häuser, 52 Einwohner[5]
- 1900: 8 Häuser, 34 Einwohner[6]
- 1910: 6 Häuser, 39 Einwohner[7]
- 1923: 7 Häuser, 34 Einwohner[8]
- 1934: 31 Einwohner[9]
- 1961: 6 Häuser, 26 Einwohner[10]
- 2001: 7 Gebäude (davon 4 mit Hauptwohnsitz) mit 17 Wohnungen; 15 Einwohner und 0 Nebenwohnsitzfälle; 5 Haushalte; 0 Arbeitsstätten, 2 land- und forstwirtschaftliche Betriebe[11]
- 2011: 7 Gebäude, 19 Einwohner, 6 Haushalte, 0 Arbeitsstätten[12]
- 2021: 7 Gebäude, 24 Einwohner, 9 Haushalte, 3 Arbeitsstätten[13]